# UK Singles Chart
UK Singles Chart er den officielle britiske single-hitliste, som laves af The Official UK Charts Company.

## Danskere på UK Singles Chart
Følgende danske kunstnere har ligget i top 40 på UK Singles Chart. Listen inkluderer ikke sangskrivere og/eller producere, eller andet teknisk personale.
År betegner året hvor singlen opnåede sin højeste position, og er ikke nødvendigvis udgivelsesåret.
| År   | Artist                                    | Sang                                       | Højeste position | Certificering |
| ---- | ----------------------------------------- | ------------------------------------------ | ---------------- | ------------- |
| 1955 | Don Charles presents The Singing Dogs     | "Oh! Susanna"                              | 13               |               |
| 1959 | Nina & Frederik                           | "Mary's Boy Child                          | 26               |               |
| 1960 | Jan & Kjeld                               | "Banjo Boy"                                | 36               |               |
| 1960 | Nina & Frederik                           | "Little Donkey"                            | 3                |               |
| 1961 | Nina & Frederik                           | "Sucu-Sucu"                                | 23               |               |
| 1994 | DJ Duke                                   | "Blow Your Whistle"                        | 15               |               |
| 1994 | DJ Duke                                   | "Turn It Up"                               | 31               |               |
| 1994 | Lucas                                     | "Lucas with the Lid Off"                   | 37               |               |
| 1994 | Whigfield                                 | "Saturday Night"                           | 1                | - 2× Platin   |
| 1994 | Whigfield                                 | "Another Day"                              | 7                | - Sølv        |
| 1995 | Whigfield                                 | "Think of You"                             | 7                |               |
| 1995 | Whigfield                                 | "Close to You"                             | 13               |               |
| 1995 | Whigfield                                 | "Big Time" / "Last Christmas"              | 21               |               |
| 1997 | ETA                                       | "Casual Sub (Burning Spear)"               | 28               |               |
| 1997 | Aqua                                      | "Barbie Girl"                              | 1                | - 4× Platin   |
| 1998 | Aqua                                      | "Doctor Jones"                             | 1                | - Platin      |
| 1998 | Kristine Blond                            | "Love Shy"                                 | 22               | - Guld        |
| 1998 | Juice                                     | "Best Days"                                | 28               |               |
| 1998 | Aqua                                      | "Turn Back Time"                           | 1                | - Sølv        |
| 1998 | S.O.A.P.                                  | "This Is How We Party"                     | 36               |               |
| 1998 | Aqua                                      | "My Oh My"                                 | 6                |               |
| 1998 | Los Umbrellos                             | "No Tengo Dinero"                          | 33               |               |
| 1998 | Aqua                                      | "Good Morning Sunshine"                    | 18               |               |
| 1999 | Three Drives                              | "Greece 2000" (Miro vocal version)         | 12               |               |
| 1999 | Cartoons                                  | "Witch Doctor"                             | 2                | - Platin      |
| 1999 | Cartoons                                  | "Doodah"                                   | 7                |               |
| 1999 | Cartoons                                  | "Aisy Waisy"                               | 16               |               |
| 1999 | Bob Marley vs. Funkstar De Luxe           | "Sun Is Shining (Remix)"                   | 3                | - Sølv        |
| 1999 | Brother Brown featuring Frank'ee          | "Under the Water"                          | 18               |               |
| 2000 | Bob Marley vs. Funkstar De Luxe           | "Rainbow Country (Remix)"                  | 11               |               |
| 2000 | Aqua                                      | "Cartoon Heroes"                           | 7                |               |
| 2000 | Aqua                                      | "Around the World"                         | 26               |               |
| 2000 | Kristine Blond                            | "Love Shy" (genudgivelse)                  | 28               |               |
| 2000 | Beatchuggers featuring Eric Clapton       | "Forever Man (How Many Times?)"            | 26               |               |
| 2001 | Safri Duo                                 | "Played-A-Live (The Bongo Song)"           | 6                | - Sølv        |
| 2001 | Little Trees                              | "Help! I'm a Fish"                         | 11               |               |
| 2001 | Tukan                                     | "Light a Rainbow"                          | 38               |               |
| 2002 | DJ Aligator Project                       | "The Whistle Song (Blow My Whistle Bitch)" | 5                |               |
| 2002 | Kristine Blond                            | "You Make Me Go Oooh"                      | 35               |               |
| 2002 | Hampenberg                                | "Ducktoy"                                  | 30               |               |
| 2003 | Junior Senior                             | "Move Your Feet"                           | 3                | - Platin      |
| 2003 | Artificial Funk featuring Nellie Ettison  | "Together"                                 | 40               |               |
| 2003 | Outlandish                                | "Guantanamo"                               | 31               |               |
| 2003 | Junior Senior                             | "Rhythm Bandits"                           | 22               |               |
| 2003 | The Raveonettes                           | "That Great Love Sound"                    | 34               |               |
| 2003 | Morjac featuring Raz Conway               | "Stars"                                    | 38               |               |
| 2004 | Marly                                     | "You Never Know"                           | 23               |               |
| 2005 | The Raveonettes                           | "Love in a Trashcan"                       | 26               |               |
| 2006 | Mish Mash                                 | "Speechless"                               | 16               |               |
| 2006 | Infernal                                  | "From Paris to Berlin"                     | 2                | - Platin      |
| 2006 | Lazy-B                                    | "Underwear Goes Inside the Pants"          | 30               |               |
| 2006 | Infernal                                  | "Self Control"                             | 18               |               |
| 2007 | Camille Jones vs. Fedde le Grand          | "The Creeps"                               | 7                |               |
| 2007 | Ida Corr vs. Fedde Le Grand               | "Let Me Think About It"                    | 2                | - Sølv        |
| 2008 | Alphabeat                                 | "Fascination"                              | 6                | - Platin      |
| 2008 | Alphabeat                                 | "Boyfriend"                                | 15               |               |
| 2008 | Alphabeat                                 | "10,000 Nights"                            | 4                |               |
| 2009 | Medina                                    | "You and I"                                | 39               |               |
| 2009 | Alphabeat                                 | "The Spell"                                | 20               |               |
| 2010 | Alphabeat                                 | "Hole in My Heart"                         | 29               |               |
| 2013 | Emmelie de Forest                         | "Only Teardrops"                           | 15               |               |
| 2015 | Major Lazer og DJ Snake featuring MØ      | "Lean On"                                  | 2                | - 4× Platin   |
| 2016 | Lukas Graham                              | "7 Years"                                  | 1                | - 5× Platin   |
| 2016 | MØ                                        | "Final Song"                               | 14               | - Platin      |
| 2016 | Major Lazer featuring Justin Bieber og MØ | "Cold Water"                               | 1                | - 3× Platin   |
| 2017 | Snakehips og MØ                           | "Don't Leave"                              | 27               | - Guld        |
| 2017 | Martin Jensen                             | "Solo Dance"                               | 7                | - 2× Platin   |
| 2018 | M-22 featuring Medina                     | "First Time"                               | 20               | - Platin      |
| 2019 | Jonas Blue featuring Theresa Rex          | "What I Like About You"                    | 16               | - Platin      |
| 2023 | Nicki Minaj, Ice Spice og Aqua            | "Barbie World"                             | 25               | - Guld        |

Noter
- Lee Oskar, har som mundharmonikaspiller og komponist i det amerikanske funk-band War, haft fire top 40-singler på hitlisten, heriblandt "Low Rider" (#12 i 1976), og "Galaxy" (#14 i 1978).[4]
- Lars Ulrich, har som trommeslager og komponist i det amerikanske heavy metal-band Metallica, haft 19 top 40-singler på hitlisten, heriblandt "Enter Sandman" (#5 i 1991), "Nothing Else Matters" (#6 i 1992), og "Until It Sleeps" (#5 i 1996).[5]
- Lukas Graham opnåede guld-certificering for singlen "Mama Said", der opnåede en 48. plads i 2016.[1] "Love Someone" (2018) har modtaget guld.[1]
- Kato opnåede sølv-certificering for singlen "Show You Love" (med Sigala og Hailee Steinfeld), der opnåede en 91. plads i 2017.[1]